# STS-102
STS-102 var en flygning i det amerikanska rymdfärjeprogrammet, den tjugonionde i ordningen för rymdfärjan Discovery. Den sköts upp från Pad 39B vid Kennedy Space Center i Florida den 8 mars 2001. Efter nästan tretton dagar i omloppsbana runt jorden återinträdde rymdfärjan i jordens atmosfär och landade vid Kennedy Space Center.
Flygningen gick till Internationella rymdstationen, ISS.
I och med att farkosten lämnade rymdstationen var Expedition 1 avslutad.

## Uppdragets mål
Målet med detta uppdrag var att fylla på Internationella rymdstationen med förnödenheter samt att byta ut besättningen ombord på rymdstationen.

## Uppdragets besättningar

### Kretsarens besättning
- James D. Wetherbee, befälhavare (5)
- James M. Kelly, pilot (1)
- Andy Thomas, uppdragsspecialist, (3)
- Paul W. Richards, uppdragsspecialist, (1)

### ISS-2
- Jurij Usatjev, (4)
- James S. Voss, (5)
- Susan J. Helms, (5)

### ISS-1
- William M. Shepherd, (4)
- Sergej Krikaljov, (5)
- Jurij Gidzenko, (2)

## Väckningar
Under Geminiprogrammet började NASA spela musik för besättningar och sedan Apollo 15 har man varje "morgon" väckt besättningen med ett musikstycke, särskilt utvalt antingen för en enskild astronaut eller för de förhållanden som råder.
| Dag | Låt                            | Artist/Kompositör             |
| --- | ------------------------------ | ----------------------------- |
| 2   | "Living the Life"              | Rockit Scientists             |
| 4   | "Nothing's Gonna Stop Us Now"  | Starship                      |
| 6   | "From a Distance"              | Nanci Griffith                |
| 7   | "Free Fallin'"                 | Tom Petty & the Heartbreakers |
| 8   | "Should I Stay or Should I Go" | The Clash                     |
| 12  | "Moscow Windows"               | Okänd                         |
| 13  | "Just What I Needed"           | The Cars                      |
| 14  | "Wipe Out"                     | The Surfaris                  |

## STS konfiguration

### Motorer
- SSME 1: SN-2048
- SSME 2: SN-2053
- SSME 3: SN-2045

### Extern tank
ET-107/SLWT-1

### SRB-set
BI-106PF

### SRM-set
001SW(SPM)